# Makarskai egyházmegye
Az egykori horvátországi Makarskai egyházmegye a római katolikus egyház egyik, több ízben létrehozott, majd megszüntetett egyházmegyéje volt, a legutolsó megszűnése kori területe ma a Split-Makarskai főegyházmegye (volt Salonai egyházmegye) részét képezi.

## Története
533-ban alapították Macarscai egyházmegye (olasz) néven, a Naronai egyházmegyétől elszakadt területen. 590-ben szüntették meg első ízben, területét részben a Salonai metropolita főegyházmegyéhez csatolták, részben pedig a Duvnói egyházmegyét (Bosznia) hozták létre. 1344-ben másodszor hozták létre a Macarscai egyházmegyét a Salonai egyházmegyéből, 1400-ban másodszor is egyesítették vele. 1615-ben harmadízben is létrehozták, újra Salonai metropolita érsekségtől. 1663-ban (újra) területet szerzett a megszüntetett Duvnói egyházmegyétől. 1735-ben elvesztette területének egy részét, ebből alakult meg a Boszniai apostoli vikariátus. 1828. június 30-án beolvadt Split–Makarskai főegyházmegyébe, amely később metropolita érsekséggé vált.

## Püspökök
- Valentino (1344 – 1367)
- Giacomo (1369. február 8. – ?)
- Giovanni O.P. (1373. július 18- – ?)
- Bartol Kačić O.F.M. (1615. június 15. – † 1645)
- Petar Kačić, O.F.M. (1646. június 25. – 1663)
- Marijan Lišnjić, O.F.M. (1664. február 11. – † 1686. március 3.)
- Nikola Bijanković C.O. (1698. december 19. – † 1730. augusztus 10.)
- Stjepan Blašković C.O. (1731. szeptember 24 – † 1776. november)
- Fabijan Blašković (1777. december 15. – † 1820)

## Fordítás
Ez a szócikk részben vagy egészben  a   Roman Catholic Diocese of Makarska című angol Wikipédia-szócikk ezen változatának fordításán alapul.  Az eredeti cikk szerkesztőit annak laptörténete sorolja fel. Ez a jelzés csupán a megfogalmazás eredetét és a szerzői jogokat jelzi, nem szolgál a cikkben szereplő információk forrásmegjelöléseként.